# Diabetische Angiopathie
Als diabetische Angiopathie werden Gefäßschädigungen bezeichnet, die als Spätkomplikationen bei Diabetes mellitus auftreten. 
Durch Veränderungen der Kapillaren (Mikroangiopathie) werden verschiedene Formen der diabetischen Mikroangiopathie verursacht: insbesondere die diabetische Nephropathie (Nierenerkrankung), diabetische Retinopathie (Augenerkrankung) und Autonome Neuropathie (Erkrankung des peripheren Nervensystems). 
Die Makroangiopathie ist zwar nicht Diabetes-spezifisch, tritt aber schneller und stärker als bei Nicht-Diabetikern auf, weshalb die Bezeichnung diabetische Makroangiopathie üblich ist. Sie führt zu atherosklerotischen Veränderungen an mittleren und großen Arterien. Sie ist für das hohe Herzinfarkt-, Schlaganfall- und Gangrän-Risiko bei Diabetes verantwortlich. 
Die wichtigsten Faktoren, die die Entwicklung von Mikro- und Makroangiopathie bei Diabetikern fördern, sind Hyperglykämie, Hyperlipoproteinämie, Insulinresistenz sowie verschiedene vasoaktive Hormone, Cytokine und Wachstumsfaktoren.

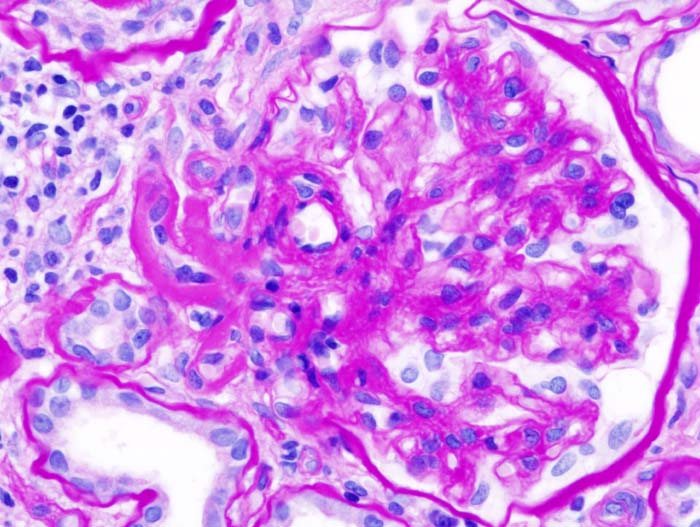
diabetische Nephropathie
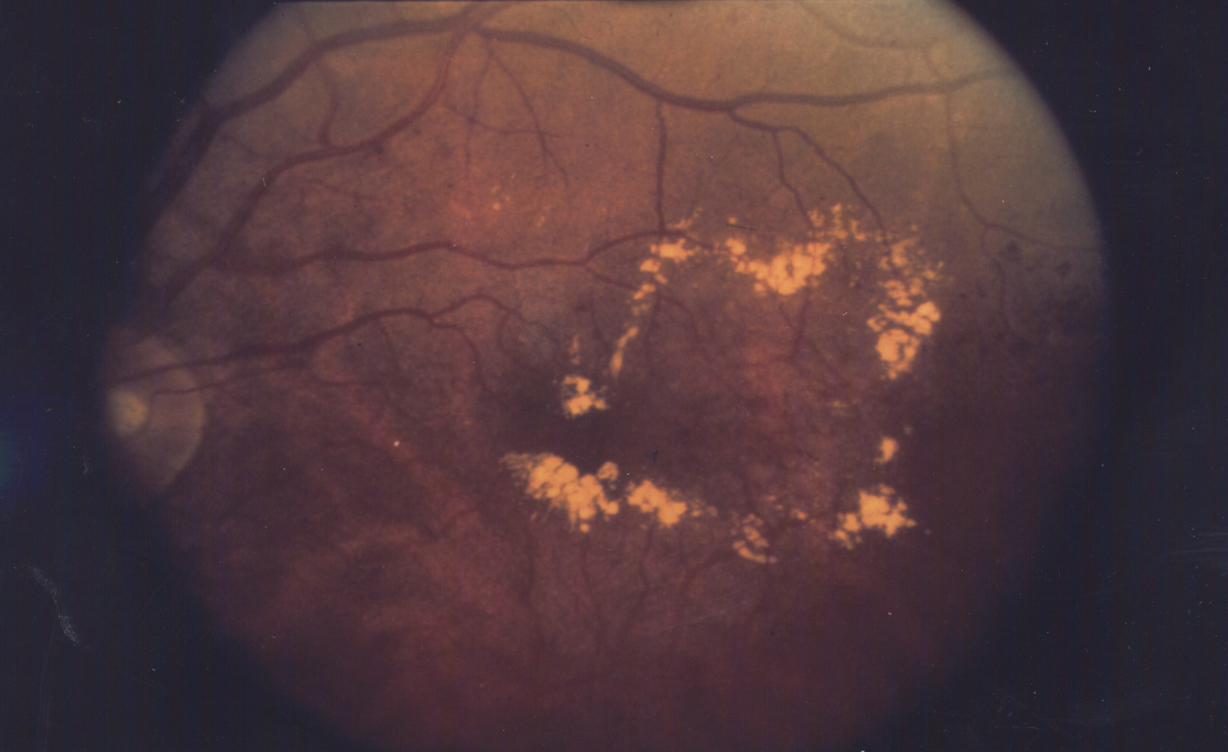
diabetische Retinopathie